# Bandera de Gadsden
La bandera de Gadsden és una bandera històrica dels Estats Units. El fons, gairebé la totalitat de la bandera, és groc, i al mig hi ha una serp cascavell en espiral i en posició defensiva. La va dissenyar el general Christopher Gadsden l'any 1775 per a la marina independentista durant la Guerra d'Independència dels Estats Units, amb el lema sota la serp: Don't tread on me («No em trepitgis»).
El seu significat històric, com indicà Benjamin Franklin, es refereix a l'actitud no ofensiva, sinó merament defensiva de la jove nació en temps de la seva independència, associada al comportament de la cascavell, que no ataca fins que la molesten.
Actualment el símbol es fa servir per sectors de diferents branques de l'anarcocapitalisme, llibertarisme o liberalisme. Simbolitza en aquest context el principi de no agressió, el qual rebutja les diverses formes d'intervenció de l'Estat en la societat en considerar-ho atacs als drets de l'individu i a les llibertats civils.